# HD 209458 b
HD 209458 b是太陽系外行星之一，其恆星為HD 209458。它位於飛馬座，與太陽近似，距離地球大約157.761光年。为一颗热木星。HD 209458的視星等為8.24等，肉眼不能看見，可用雙筒望遠鏡來觀測。該行星的非正式名稱為「歐西里斯」（Osiris）。
該行星的公轉軌道半徑約為700萬公里，相等於0.05天文單位，以及水星軌道距離的八分之一。其公轉週期為3.5天，运行周期为潮汐锁定，对着恒星一面的溫度約攝氏1000度，而背面则只有几百度。質量是地球的220倍，相等於0.7個木星質量。
HD 209458 b具有多個外行星的第一紀錄，包括首個以凌日觀測的方式發現的外行星、首個已知有大氣的、首個觀測到有蒸發中的氫氣層的，以及其大氣成份含有氧和碳的。

## 行星的發現

The transit of HD 209458 b.

透過對HD 209458作出的光譜觀測，該行星於1999年11月5日首度被發現。天文學家對已知有行星的恆星作出光度觀測，希望可量度到行星凌日導致光度稍微減少的現象。要在地球作凌日觀測，該行星的軌道傾斜需使行星能夠通過地球與該恆星之間，當時並沒有外行星以凌日觀測方式發現。
11月7日，天文學家錄得該恆星的光度下跌了1.7%，及後證實是行星凌日導致的。每次凌日持續約3小時，恆星表面有1.5%被行星覆蓋。
Hipparcos衛星多次對該恆星作出觀測，從而能使天文學家能準確計算出該行星的公轉週期為3.524736天。該行星被建議以埃及神話中的冥王歐西里斯來命名。

## 物理特徵
透過分析光譜的數據，得出該行星的質量比木星小，約為木星的0.6倍。在地球上能夠觀測到的行星凌日使天文學家可計算出該行星的半徑，比木星長約35%，這是不可能在單靠多普勒偵測來發現的外行星上做到的。造成其半徑比木星長的原因，有人認為它與恆星距離極近，可稱之為熱木星，其物質在高溫下膨脹，造成其密度較低。

## 行星大氣
2001年11月27日，哈伯太空望遠鏡透過光譜分析，發現該行星的大氣含有元素鈉，那是人們首次在外行星上發現大氣。鈉光譜線的範圍從50毫巴至1微巴，約為HD 189733 b的三分之一
。
2003至2004年間，天文學家又利用攝譜儀發現行星外側的巨大橢球氣層，內含氫、碳和氧，且溫度高達攝氏10,000度。此外氣層延伸了3.1 RJ(木星半徑)，遠大於此行星半徑1.32 RJ在此高溫之下，根據麦克斯韦-玻尔兹曼分布速度分佈，速度高於行星逃脫速度的粒子比例殊為可觀，據估計該行星每秒正散失1-5億公斤的氫氣。在分析穿透外氣層的恆星光譜後，發現較重的元素像是碳及氧，均因極端的流體拖曳效應而被這散失中的氫氣層帶離行星，氫尾長度可達20萬公里，約與行星直徑相同。
一般認為，這種氣體散迭，對所有離類太陽恆星不到0.1天文單位的行星而言，是很常見的。HD 209458b 不會整個蒸散，但在其預估五十億年的生命中，將會損失約佔其質量的7%。 此行星的磁場有可能減緩這散失，當外氣層被恆星離子化，磁場將會保存這些離子。
行星上的风速可达7000公里/小时。